# Zhang Nan (badminton)
Zhang Nan (Pequim, 1 de março de 1990) é um jogador de badminton chinês. campeão olímpico, especialista em duplas.

## Carreira

### Londres 2012
Zhang Nan representou seu país nos Jogos Olímpicos de Verão de 2012 conquistando a medalha de ouro, nas duplas mistas com Zhao Yunlei.

### Rio 2016
Na competição voltou a ser campeão só que agora nas duplas masculinas com Fu Haifeng. Nas duplas mistas repetiu a dupla com Zhao Yunlei, e conquistaram a medalha de bronze.